# Diccionario especializado
Un diccionario especializado es un diccionario que cubre un conjunto relativamente restringido de fenómenos.
- sinónimos
- pronunciaciones
- nombres (nombres de lugares y nombres personales)
- frases y modismos
- términos dialectales
- jerga
- cotizaciones
- etimologías
- rimas
- letra

Los diccionarios de modismos y argot son comunes en la mayoría de las culturas. Los ejemplos incluyen (en francés) el Dictionnaire des expressions et locutions, editado por Alain Rey, y (en inglés) el Dictionary of Slang and Unconventional English de Eric Partridge. En el área del aprendizaje de idiomas, existen diccionarios especializados para aspectos del idioma que tienden a ser comunes para los hablantes de la lengua materna, pero que pueden causar dificultades para los estudiantes. Estos incluyen diccionarios de phrasal verbs, como el Oxford Phrasal Verbs Dictionary (2ª edición, Oxford University Press: 2006), y diccionarios de colocación, como Macmillan Collocations Dictionary (Oxford: Macmillan 2010).
Uno de los tipos más comunes de diccionario especializado es lo que a menudo se conoce en inglés como diccionario técnico y en alemán como Fachwörterbuch. Estos diccionarios cubren la terminología de un campo o disciplina en particular. Los diccionarios de este tipo se pueden clasificar de varias formas. Un diccionario que cubre más de un campo temático se denomina diccionario multicampo; uno que cubre un campo temático se llama diccionario de un solo campo; y uno que cubre una parte limitada de un campo temático se llama diccionario de subcampo. Un diccionario técnico que intenta cubrir la mayor parte posible de la terminología relevante se denomina diccionario maximizador, mientras que uno que intenta cubrir solo una parte limitada de la terminología relevante se denomina diccionario minimizador.
Los diccionarios especializados pueden tener varias funciones, es decir, pueden ayudar a los usuarios en diferentes tipos de situaciones. Los diccionarios monolingües pueden ayudar a los usuarios a comprender y producir textos, mientras que los diccionarios bilingües pueden ayudar a los usuarios a comprender textos, traducir textos y producir textos.

## Otras lecturas
- Cowie, AP (ed.) (2009): The Oxford History of English Lexicography: Volume II Specialized Dictionaries, Oxford: Oxford University Press.
- Henning Bergenholtz/Sven Tarp (eds.) (1995): Manual de lexicografía especializada . benjamins.
- Sandro Nielsen (1994): Diccionario bilingüe LSP . Günter Narr.
- Sandro Nielsen (2010): "Diccionarios de traducción especializada para estudiantes". En: PA Fuertes-Olivera (ed): Diccionarios Especializados para Aprendices . Berlín/Nueva York: de Gruyter, 69–82.

- Datos: Q1391417
- Multimedia: Single-field dictionaries / Q1391417